# Canonichesse regolari della Madre di Dio
Le Canonichesse Regolari della Madre di Dio sono un istituto religioso femminile di diritto pontificio.

## Storia

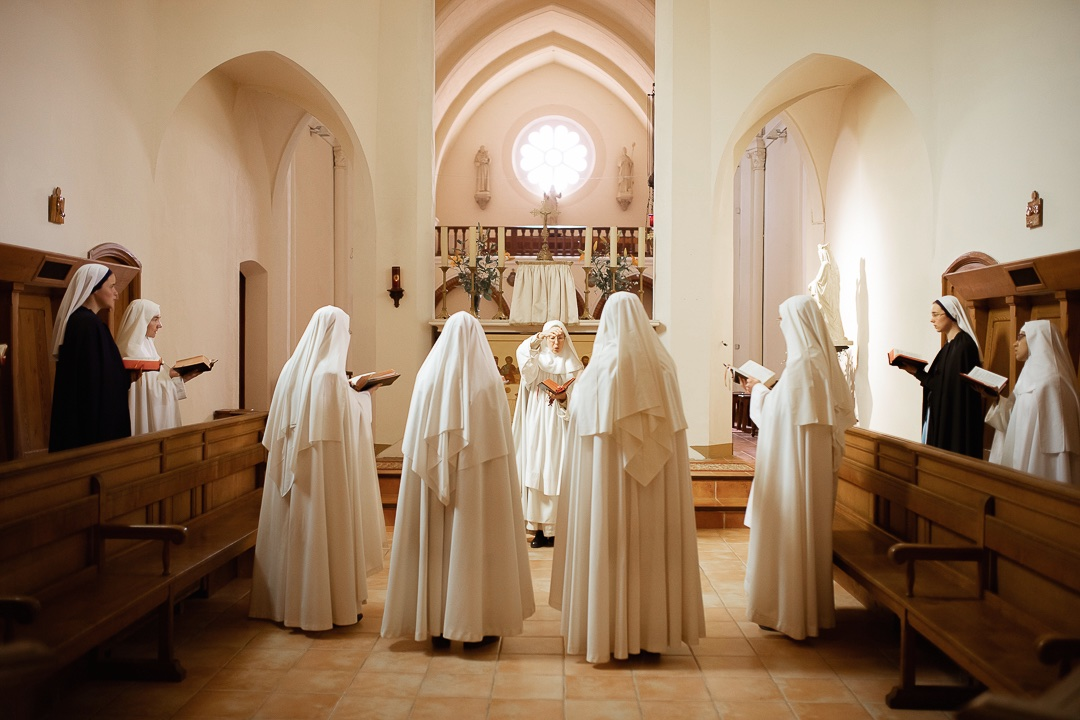
Canonichesse regolari della Madre di Dio ad Azille

Le canonichesse regolari della Madre di Dio furono fondate in Francia nel 1971 e le loro origini sono collegate a quelle dei canonici regolari della Madre di Dio dell'abbazia di Lagrasse.
Nel 2000 la pontificia commissione "Ecclesia Dei" ha eretto la comunità in istituto religioso di diritto pontificio.

## Attività e diffusione
Le suore conducono vita contemplativa mediante la preghiera e l'esercizio del culto divino secondo la tradizione liturgica tridentina.
La priora risiede presso il Monastère Mater Dei ad Azille.
Alla fine del 2015 l'istituto contava 14 religiose e una sola casa.